# آرثر هوهل
آرثر هوهل (بالإنجليزية: Arthur Hohl)‏ مواليد 21 مايو 1889 في بيتسبرغ - الوفاة 10 مارس 1964 في لوس أنجلوس، هو ممثل أمريكي بدأ مسيرته الفنية سنة 1924. امتدت مسيرته الفنية لأكثر من 25 عاما.

## الأعمال
- كليوباترا
- مغامرات شرلوك هولمز
- الرضيع
- السيد فيردو

## روابط خارجية
- آرثر هوهل على موقع IMDb (الإنجليزية)
- آرثر هوهل على موقع ألو سيني (الفرنسية)
- آرثر هوهل على موقع أول موفي (الإنجليزية)
- آرثر هوهل على موقع قاعدة بيانات برودواي على الإنترنت (الإنجليزية)
- آرثر هوهل على موقع قاعدة بيانات الأفلام السويدية (السويدية)
- آرثر هوهل على موقع إن إن دي بي (الإنجليزية)
- آرثر هوهل على موقع ديسكوغز (الإنجليزية)
- آرثر هوهل على موقع قاعدة بيانات الفيلم (الإنجليزية)
- آرثر هوهل على موقع كينوبويسك (الروسية)